# Пижма (приток Печоры)
Пи́жма — река в Республике Коми, левый приток реки Печора. Длина — 283 км, площадь бассейна 5470 км². Среднегодовой расход воды — 55 м³/с, наибольший — свыше 800 м³/с. Замерзает в конце октября — начале ноября, вскрывается в конце апреля — начале мая. Питание главным образом снеговое. Судоходна в низовьях.

## Этимология
Название реки происходит от марийского слова пижма в значении «вязкий», что характерно для данной реки.

## География

Бассейн Печоры

Берёт начало на южных отрогах гряды Косминский Камень Тиманского кряжа от слияния двух рек — Печорская Пижма и Светлая, близ границы с Архангельской областью на высоте 151,9 м нум. Течёт в верховьях по ненаселённой местности в восточном направлении.
Крупнейшие притоки — Вяткина (левый); Светлая, Умба (правые).
Пижма впадает в Печору рядом с селом Усть-Цильма на высоте 12,2 м нум, пятью километрами выше Цильмы. В двух километрах от устья Пижма соединена с Цильмой протокой.
В бассейне Печорской Пижмы открыты месторождения россыпного титана.

## Притоки
(км от устья)
- 4 км: Белая (пр)
- 12 км: Сычев (пр)
- 36 км: Малый Язовец (лв)
- 38 км: Большой Язовец (лв)
- 55 км: Нижний Боровой (пр)
- 76 км: Большая Боровая (пр)
- 81 км: Вяткина (лв)
- 121 км: Кислая (пр)
- 136 км: Речка (пр)
- 207 км: Нижний Великий (пр)
- 230 км: Умба (пр)
- 232 км: Умбинский (пр)
- 244 км: Нижний Тючкой (пр)
- 251 км: Колодлив (лв)
- 254 км: Куйнский (пр)
- 256 км: Новая Кузега (лв)
- 283 км: Печорская Пижма (лв)
- 283 км: Светлая (пр)